# Cát Thịnh
Cát Thịnh là một xã thuộc huyện Văn Chấn, tỉnh Yên Bái, Việt Nam.
Xã Cát Thịnh có diện tích 169,12 km², dân số năm 2019 là 9.578 người, mật độ dân số đạt 57 người/km².